# Лю Хэ
Лю Хэ (кит. трад. 劉和, ?-310), взрослое имя Сюаньтай (玄泰) — император хуннского государства Северная Хань, семь дней находившийся на престоле.

## Биография
Лю Хэ был старшим сыном хуннского шаньюя Лю Юаня, основавшего в 308 году государство Северная Хань; в том же году отец дал Лю Хэ титул Лян-ван (梁王). В 310 году отец объявил его наследником престола, а позднее в этом же году скончался.
Лю Юань незадолго до своей смерти созвал в столицу своих сыновей; регулярной армией командовал Лю Цун, но и у других были свои воинские отряды. Трое придворных — Хуань Ю (дядя Лю Хэ), Лю Чэн (ранее поссорившийся с Лю Цуном) и Лю Жуй — стали нашёптывать новому императору, что небезопасно иметь рядом со столицей воинские части, во главе которых стоит такой популярный полководец как Лю Цун (оставшийся по завещанию Лю Юаня главой армии). Три дня спустя новый император приказал совершить нападение на четверых своих братьев: Лю Жуй должен был напасть на Лю Чуна, Хуань Ю — на Лю Юя, Лю Чэн — на Лю Луна, а Тянь Ми и Лю Гуй — на Лю Ая. Однако Тянь Ми и Лю Гуй вместо нападения на Лю Ая сопроводили его к Лю Цуну и рассказали тому о происходящем; Лю Жуй отвёл свои войска. В последующие два дня войска Лю Юя и Лю Луна были разбиты, а они сами — убиты. Затем Лю Цун осадил дворец, и истребил вероломных придворных вместе со своим братом-императором, после чего занял трон сам.